# Rillo de Gallo
Rillo de Gallo is een gemeente in de Spaanse provincie Guadalajara in de regio Castilië-La Mancha met een oppervlakte van 26 km². Rillo de Gallo telt 52 inwoners (1 januari 2016).

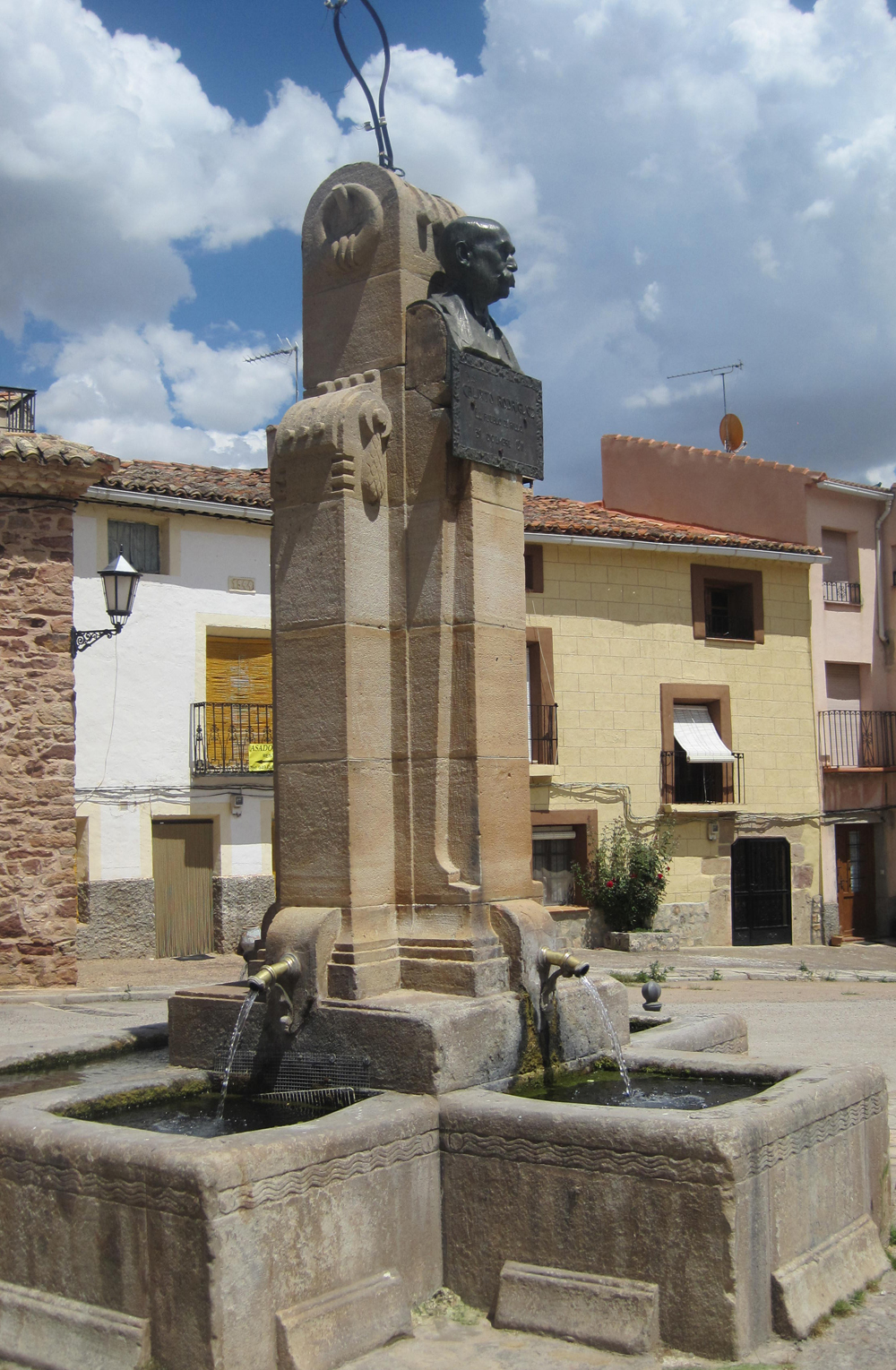
Centrum
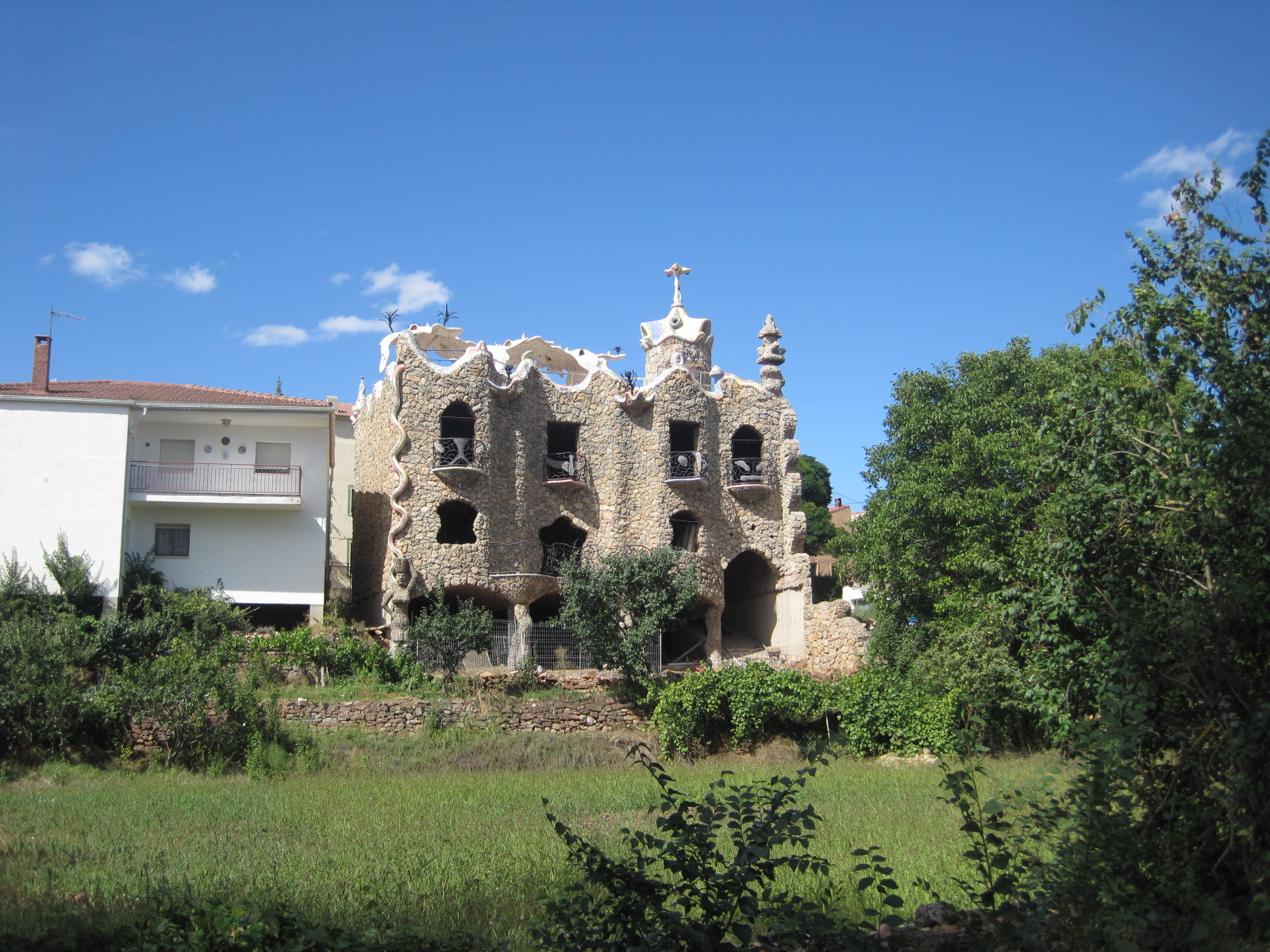
Capricho Rillano

## Demografische ontwikkeling
Bron: INE, 1857-2011: volkstellingen